# Thomas Poitrenaud
Pour les articles homonymes, voir Poitrenaud.
Pas d'image ? Cliquez ici

a Compétitions nationales et continentales officielles uniquement.

Dernière mise à jour le 31 mai 2012.
Thomas Poitrenaud, né le 28 juillet 1988, est un joueur français de rugby à XV qui évolue au poste d'arrière au sein de l'effectif du Tarbes Pyrénées Rugby. Il est le frère de l'arrière international Clément Poitrenaud.